# Griffon (chien)
Pour les articles homonymes, voir griffon.

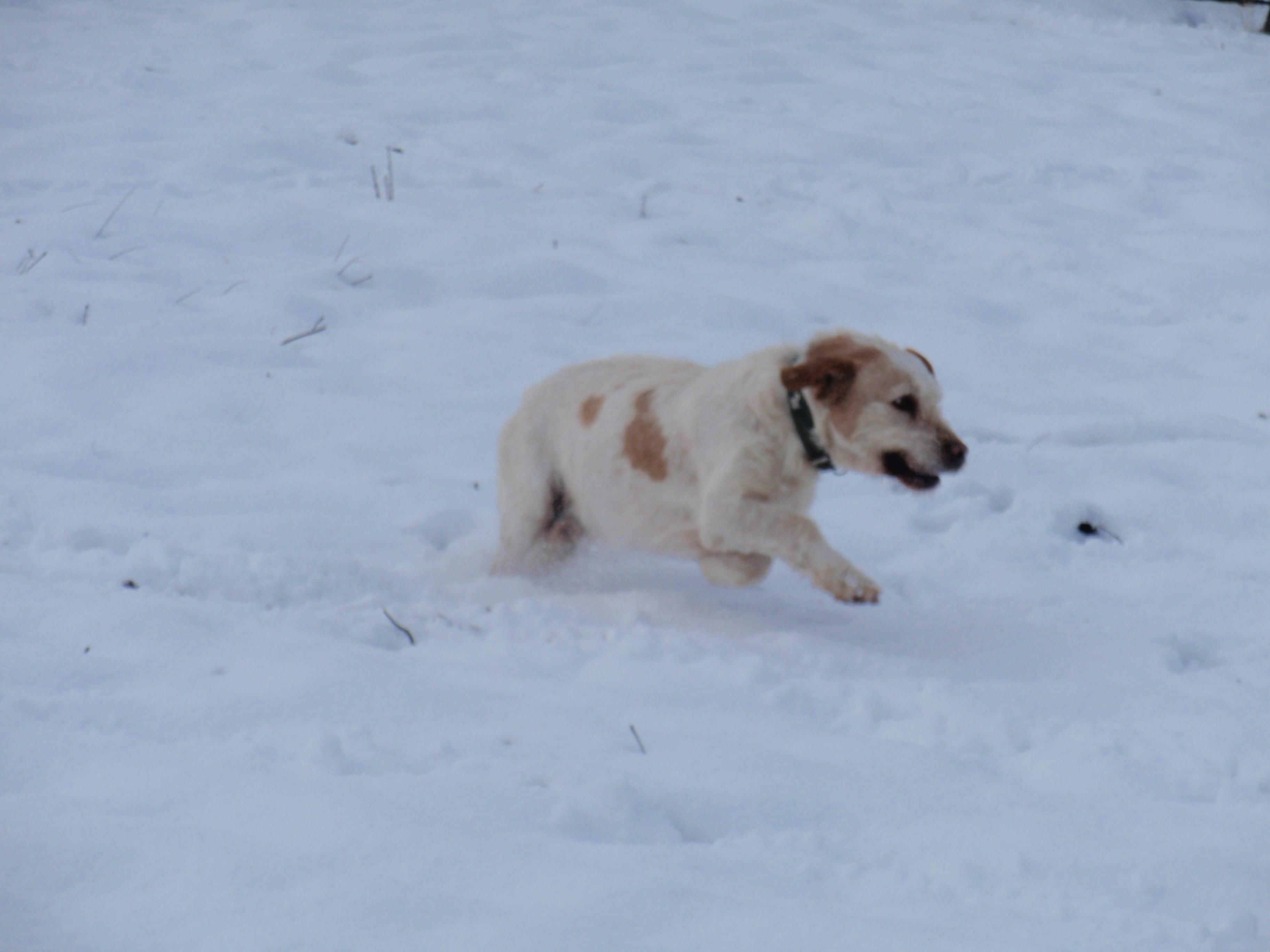
Griffon de chasse

Le terme griffon désigne plusieurs races de chiens. Ce sont des chiens de chasse, on distingue deux types de griffons : les griffons pour la chasse à courre ou à tir (groupe 6) et les griffons d'arrêt (groupe 7). On appelle aussi griffons des petits chiens de compagnie originaires de Belgique (groupe 9)

## Races de chasse
- Griffons courants
  - Grand griffon vendéen
  - Briquet griffon vendéen
  - Griffon bleu de Gascogne
  - Griffon fauve de Bretagne
  - Griffon nivernais
  - Grand basset griffon vendéen
  - Petit basset griffon vendéen

- Griffons d'arrêt
  - Griffon d’arrêt à poil dur ou Korthals
  - Barbu tchèque
  - Griffon italien ou Spinone
  - Griffon d'arrêt slovaque

## Races d'agrément
On compte deux races, très proches, apparentées au Petit brabançon. Le standard est commun aux trois races.
- Griffon belge
- Griffon bruxellois